# Gone Boy
"Gone Boy" é o nono episódio da vigésima nona temporada da série animada Os Simpsons, e o 627.º no total. Foi ao ar nos Estados Unidos pela FOX em 10 de dezembro de 2017. O título é uma referência do romance Gone Girl e da adaptação cinematográfica.

## Enredo
Sideshow Bob está coletando lixo para o serviço comunitário com outros homens. Mas quando terminam o trabalho, a família Simpson passa por um carro alugado. Depois de terminar o tempo de aluguel e combustível, Homer vai com Bart para jogar. No entanto, Bart precisa fazer xixi e ir na floresta, caindo por uma bula.
A família e o Departamento de Polícia de Springfield começam a procurar a floresta, mas o chefe Wiggum e seus colegas policiais falham como de costume. Bart encontra-se em algum tipo de bunker, onde ele encontra equipamentos eletrônicos, o que parece ser uma parcela militar. As pessoas começam a procurá-lo, incluindo Sideshow Bob, Shaquille O'Neal e os outros detidos.
Bart tenta fugir, mas a escada cai. Ele encontra um telefone, mas em vez de pedir ajuda, ele telefona Moe para passar trote. Milhouse encontra a entrada, mas não consegue ajudá-lo. A notícia diz que ele está morto, mas Milhouse não consegue trazer as boas notícias, em favor do carinho de Lisa.
Sideshow Bob está tendo problemas para aceitá-lo e Bart telefona para Marge, confirmando que ele está vivo. Quando Milhouse sai da casa, Bob parece convencê-lo a levá-lo a Bart com a família logo atrás. Bob empurra Milhouse pelo bueiro e depois segue imediatamente. Homer e o Vovô não conseguem encontrá-los novamente, enquanto Bob os liga a um míssil Norad e tenta lançá-los e matar ambos. Ele logo começa a ter arrependimentos e os salva no conselho do terapeuta da prisão ferida. Quanto ao foguete Norad, ele cai perto das outras esculturas enquanto as pessoas riem do nome de Norad.
De volta à prisão, Sideshow Bob está tendo sua terapia de prisão afirmando que ele fará o bem quando suas sentenças de vida forem feitas. O terapeuta da prisão continuará a sessão em diferentes momentos em que as luzes piscando o levam a jogar os arquivos dos outros prisioneiros.
Muitos anos depois, Sideshow Bob se retirou para um farol em algum lugar, como um carteiro entrega o correio dele. Ele ainda está ficando louco por matar Bart, onde sua mensagem na areia da praia continua sendo lavada pelas marés. O carteiro afirma que ele não iria ouvir sua advertência se ele tivesse uma caixa de correio. Sideshow Bob considera levar esse conselho.

## Recepção
Dennis Perkins do The A.V. Club deu ao episódio um B+, afirmando: "Uma verificação coerente da narrativa através de uma verificação detalhada. Forneceram amplamente o controle de gags prolongado. Linhas que realmente me fizeram rir alto—um punhado de cheques. Junte tudo com uma refrescante falta de piadas atonais que violem o espírito ou a paixão do show para pop ephemera cultural, e até mesmo um meio amplo madrugador de Natal recortado, e eu descobri que, no final de 'Gone Boy', eu tinha um bom tempo de assistir The Simpsons."
Tony Sokol do Den of Geek deu ao episódio um 3/5 estrelas, dizendo: "A premissa prometida ("Isso não pode estar certo", diz Groucho Marx) pelo título da temporada 29 de The Simpsons, episódio 9, "Gone Boy", teria feito uma oferta muito mais original da série. O livro e o filme Gone Girl era sobre uma esposa desaparecida, que vivia uma vida dupla, ninguém queria acreditar que o suspeito mais óbvio, seu marido, era realmente o assassino, só havia morrido. Bart Simpson vive uma vida dupla e todos acreditam que seu inimigo mortal não teria mais escolha do que matar o menino. Sideshow Bob foi detectado perto da cena do crime, associando-se a ancinhos conhecidos, do menino, Bart Simpson, ele prometeu matar. Bart, é claro, é um brincalhão mestre e não teríamos tanta simpatia por ele até que ele voltasse a aparecer."
“Gone Boy” marcou uma classificação de 2,3 com uma participação de 8 e foi assistido por 6,06 milhões de pessoas, fazendo de The Simpsons o programa mais assistido da Fox pela noite.